# Igreja Ortodoxa Russa
A Igreja Ortodoxa Russa (em russo: Русская православная церковь, transl. Russkaya pravoslavnaya tserkov') ou Patriarcado de Moscou (português brasileiro) ou Moscovo (português europeu) (Московский патриархат, transl. Moskovskii patriarkhat) é uma Igreja Ortodoxa autocéfala, sob a jurisdição do Patriarca de Moscou e Toda a Rússia. O Patriarcado de Moscou, assim como seu Primaz, está oficialmente em quinto lugar na ordem de precedência ortodoxa (díptico), imediatamente após os quatro antigos Patriarcados da Igreja Ortodoxa: Constantinopla, Alexandria, Antioquia e Jerusalém.

## História

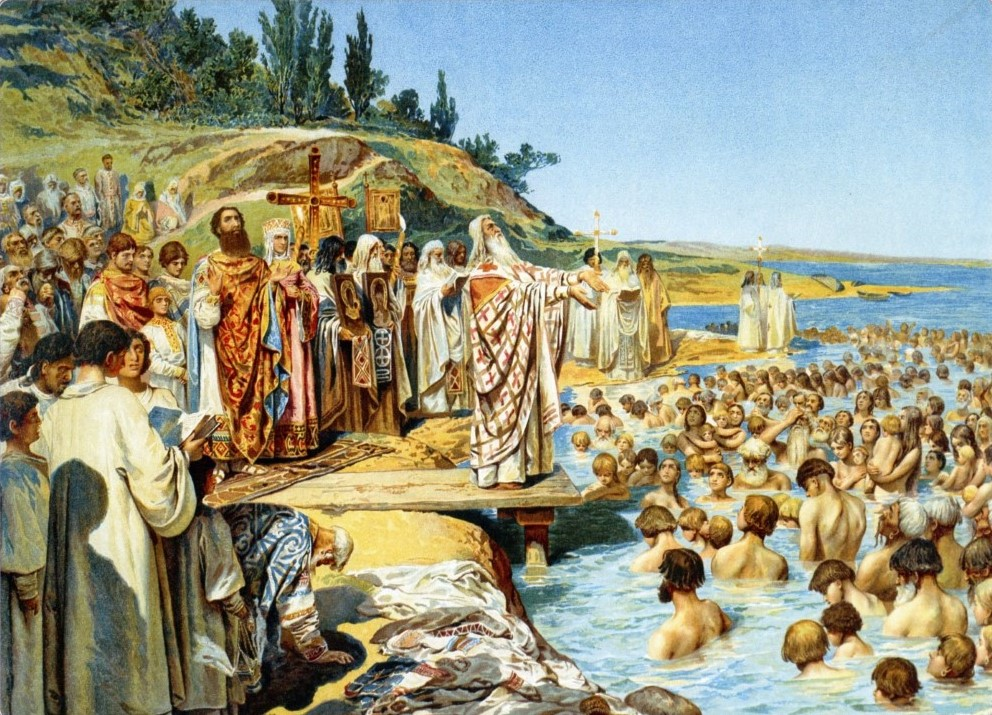
Batismo dos Quievitas - Lebenev (1852-1916)

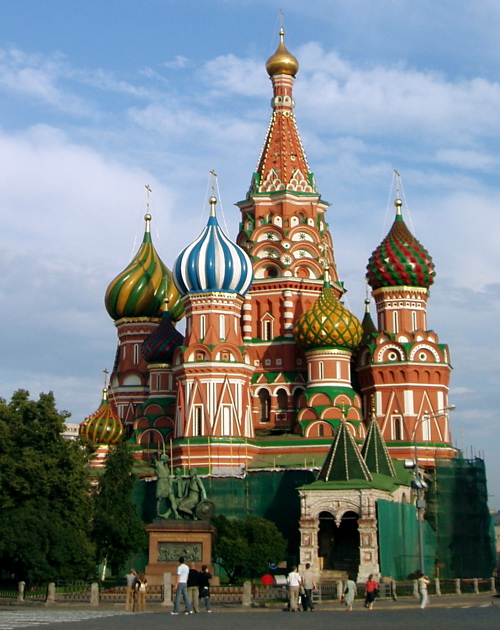
Catedral de São Basílio, Moscou.

### Rússia de Quieve
A história da Cristandade na região da Grande Rússia tradicionalmente começa ainda no período apostólico, quando Santo André teria chegado onde hoje é Quieve e profetizado a construção de uma grande cidade cristã. Onde ele teria erigido uma cruz seria hoje a Igreja de Santo André.
A história da cristianização da região começou na década de 860. Nesta década, a guerra russo-bizantina de 860 pôs o Grão-Canato de Rus em contato com o Império Bizantino, que viu sua vitória como intercessão da própria Teótoco, e, de acordo com Fócio, enviou Bispos ao povo do Grão-Canato em 866 ou 867, criando a Diocese "Rocia".
Na mesma época, Cirilo e Metódio traduziram a Bíblia para o eslavo eclesiástico, facilitando a conversão de eslavos. Já havia uma comunidade cristã na nobreza local em meados do século X, notavelmente com a conversão de Santa Olga. Olga, no entanto, não conseguiu converter seu filho Esvetoslau I, deixando a tarefa de cristianização do povo local para o filho deste, Vladimir I, em episódio conhecido como Batismo de Quieve. É eleito o primeiro metropolita, Miguel I, escolhido pelo Patriarca Ecumênico de Constantinopla. Em 1299, com a perda da influência de Quieve, a arquidiocese mudou-se para Vladimir. Em 1325, mudou-se finalmente para Moscovo.

### Na Rússia Czarista
A história da Igreja Ortodoxa sob a Rússia Czarista é conturbada, como em 1569, quando Ivan, o Terrível ordenou o assassinato do Metropolita Filipe II. Em 1589, com o crescimento da importância da Igreja, o Patriarca Jeremias II de Constantinopla reconhece sua autocefalia e proclama seu Metropolita como Patriarca. Em 1666, houve o primeiro grande sinal de intrusão do Estado na Igreja, com Aleixo I provocando a deposição do Patriarca Nikon (conhecido pela elaboração das reformas que levaram ao cisma dos velhos crentes). Em 1721, Pedro I aboliu o Patriarcado e transformou a Igreja em uma instituição estatal, o que só foi interrompido em 1917 com a Revolução de Outubro.

### Sob o domínio soviético
O ressurgimento do Patriarcado, no entanto, não duraria muito, sendo extinto pelo governo comunista após a morte do Patriarca Ticônio, que apoiara abertamente o Movimento Branco, em 1925. Em 1943, no entanto, o Patriarcado foi reinstituído pelo governo de Stalin no contexto da Segunda Guerra Mundial. Ainda houve perseguições sob Khrushchev, que chegou a fechar 12 mil igrejas. Menos de 7 mil permaneciam ativas à altura de 1982. A censura e a perseguição a membros do clero permearam a relação entre o Estado soviético e a Igreja Ortodoxa durante toda sua existência até 1988, quando, no aniversário de mil anos do Batismo de Quieve, o Estado executou celebrações, reabriu igrejas e monastérios e passou a permitir propaganda religiosa na televisão.

### Período pós-soviético
Aleixo II ascendeu ao trono patriarcal em 1990 e presidiu ao regresso parcial do cristianismo ortodoxo à sociedade russa após 70 anos de repressão, transformando a Igreja Ortodoxa Russa  em algo semelhante à sua forma pré-comunista; cerca de 15.000 igrejas tinham sido reabertas ou construídas no final do seu mandato, e o processo de recuperação e reconstrução continuou sob o seu sucessor, o Patriarca Cirilo I. Segundo números oficiais, em 2016 a Igreja Ortodoxa tinha 174 dioceses, 361 bispos, e 34 764 paróquias servidas por 39 800 clérigos. Havia 926 mosteiros e 30 escolas teológicas.
A 5 de Dezembro de 2008, o dia da morte do Patriarca Alexy, escreveu o Financial Times: "Embora a igreja tivesse sido uma força de reforma liberal sob a União Soviética, cedo se tornou um centro de força para os conservadores e nacionalistas na era pós-comunista. A morte de Aleixo II poderá resultar numa igreja ainda mais conservadora".
A 27 de Janeiro de 2009, o Conselho Local das Igreja elegeu Cirilo I Patriarca de Moscovo e Toda a Rússia por 508 votos de um total de 700.
Sob o Patriarca Cirilo, a Igreja Ortodoxa Russa continuou a manter laços estreitos com o Kremlin,  gozando do patrocínio do presidente Putin, que procurou mobilizar a ortodoxia russa tanto dentro como fora da Rússia. O Patriarca Cirilo apoiou a eleição de Putin em 2012, e referiu-se, em Fevereiro desse ano, ao mandato de Putin nos anos 2000 como "o milagre de Deus". Contudo, fontes internas russas foram citadas no Outono de 2017 como dizendo que a relação de Putin com o Patriarca Cirilo tinha vindo a deteriorar-se desde 2014 devido ao facto de a administração presidencial ter sido enganada pelo Patriarcado de Moscovo quanto ao grau de apoio à revolta pró-russa na Ucrânia oriental.
A 6 de Março de 2022 (feriado de Domingo do Perdão), durante a liturgia na Igreja de Cristo Salvador, o Patriarca Cirilo justificou o ataque da Rússia à Ucrânia, afirmando que era necessário tomar o partido de Donbass, onde disse que há um "genocídio" contínuo de oito anos por parte da Ucrânia e onde, na visão de Cirilo, a Ucrânia quer impor eventos de orgulho gay à população local. Apesar do feriado ser dedicado ao conceito de perdão, Cirilo afirma que haver perdão sem primeiro fazer "justiça", é capitulação e fraqueza. Cirilo vê as paradas de orgulho gay como parte da razão por detrás da guerra russa contra a Ucrânia. Diz ele:  "a guerra não é fisicamente, mas sim metafisicamente, importante".

## Estrutura e Organização
A Igreja Ortodoxa Russa é organizada numa estrutura hierárquica, formada por Igrejas autônomas e autogovernadas, exarcados, áreas metropolitanas, metrópoles, dioceses (eparquias), vicariatos, instituições sinodais, decanatos, paróquias, mosteiros, irmandades, irmandades, instituições educacionais teológicas, missões, representações e metóquios, denominadas unidades canônicas. O nível mais baixo da organização, normalmente consiste de um único edifício (uma igreja) e seus fiéis, chefiados por um sacerdote que age como padre superior (настоятель, transl. nastoyatel), constituindo uma paróquia (приход, transl. prihod). A Igreja tem cerca de 28 000 paróquias, a maioria na  Federação Russa, Ucrânia e Bielorrússia, e soma mais de 135 milhões de adeptos ao redor do mundo - o que faz dela a maior das Igrejas Ortodoxas em número de fiéis, e a segunda, depois da Igreja Católica, dentre as igrejas cristãs.
Todas as paróquias dentro de determinada região geográfica pertencem a uma eparquia (епархия, transl. eparhiya — equivalente a uma diocese ocidental). As eparquias são governadas pelos bispos (епископ, transl. episkop, ou архиерей, arhierey) ou eparcas. Existem cerca de 130 Igrejas Ortodoxas Russas ao redor do mundo.
Algumas unidades canônicas são organizadas em Exarcados, como a Igreja Ortodoxa da Bielorrússia, o Exarcado da Europa Ocidental, Exarcado do Sudeste Asiático e o Exarcado da África, Igrejas autogovernadas, como a Igreja Ortodoxa da Letônia, a Igreja Ortodoxa da Moldávia e a Igreja Ortodoxa da Estônia, Igrejas autônomas, ou semiautônomas, como a Igreja Ortodoxa Russa fora da Rússia. A Igreja Ortodoxa Chinesa, bem como a japonesa, receberam autonomia integral do Patriarcado de Moscou, porém esta autonomia não é reconhecida universalmente.
As eparquias menores são governadas por um único bispo, enquanto as maiores, bem como as igrejas autônomas, são governadas por um arcebispo metropolitano, e às vezes por um ou mais bispos que lhes são designados.

### Patriarca
O nível mais alto de autoridade na Igreja Ortodoxa Russa é representado pelo Patriarca de Moscou e de Toda a Rússia, Chefe do Patriarcado de Moscou. Deve-se notar que, embora o Patriarca de Moscou tenha amplos poderes, não tem autoridade direta sobre matérias de fé, diferentemente do Papa na Igreja Católica Romana, autoridade esta do Santo Sínodo da Igreja Ortodoxa Russa (em russo:  поместный собор, transl. pomestny sobor). Algumas das questões mais fundamentais, contudo, não podem sequer ser debatidas neste âmbito, devendo ao invés ser lidadas por um Concílio Ecumênico de todas as Igrejas Ortodoxas.
O atual Patriarca é Cirilo (em russo: Кирилл) desde 1 de fevereiro de 2009.

### Santo Sínodo
O Santo Sínodo da Igreja Ortodoxa Russa é composto por um Presidente - o Patriarca (ou lugar-tenente), nove membros permanentes e cinco temporários - bispos diocesanos. Os seguintes hierarcas são membros permanentes do Santo Sínodo (por departamento ou posição):
- Metropolita de Kiev e Toda a Ucrânia;
- Metropolita de Minsque e Zaslavl, Exarca Patriarcal de Toda a Bielorrússia;
- Metropolita de São Petersburgo e Ladoga;
- Metropolita de Krutitsi e Kolomna;
- Metropolita de Chisinau e Toda a Moldávia;
- Metropolita de Astana e Cazaquistão;
- Metropolita da Ásia Central;
- Presidente do Departamento de Relações Externas da Igreja;
- Administrador de Assuntos do Patriarcado de Moscou.

### Dioceses
A estrutura da Igreja Ortodoxa Russa inclui as dioceses de subordinação direta na Rússia, no exterior, na América e na Europa, a Igreja Ortodoxa Ucraniana autônoma com direitos de ampla autonomia, as Igrejas Ortodoxas autônomas chinesa e japonesa, as Igrejas Ortodoxas autogovernadas da Moldávia, Letônia, Estônia e Russa no Exterior, exarcados na Bielorrússia, Europa Ocidental, Sudeste Asiático e África, distritos metropolitanos do Cazaquistão e da Ásia Central, metrópoles, bem como paróquias patriarcais no Canadá, Noruega, EUA, Finlândia e Suécia.
Em 2011, começou uma reforma da estrutura diocesana da Igreja Ortodoxa Russa, que resultou no Patriarcado de Moscou, assim como algumas outras Igrejas Locais, construindo um sistema de organização diocesana em três níveis: Patriarcado, Metrópole e Diocese.
“As mencionadas decisões do Santo Sínodo visam aproximar os bispos governantes da vida paroquial, do clero e do povo, para melhor ver e compreender os problemas da vida paroquial. O menor tamanho das dioceses deve permitir ao arcepastor utilizar mais profundamente as potencialidades paroquiais para o desenvolvimento da vida diocesana, incluindo a formação do clero, a organização de atividades missionárias, sociais e educativas, a melhoria da vida dos mosteiros, e o fortalecimento das relações com as autoridades locais e organizações públicas. O objetivo dessas transformações é o desenvolvimento e fortalecimento do trabalho pastoral para que a pregação do evangelho de Cristo chegue a um número cada vez maior de pessoas ... ”, - foi dito em uma reunião do Santo Sínodo da Igreja Ortodoxa Russa, realizada de 5 a 6 de outubro de 2011.

### Ramos autônomos
A Igreja Ortodoxa Russa tem quatro níveis de autogoverno:
- Igrejas autônomas: Igreja Ortodoxa Japonesa e Igreja Ortodoxa Chinesa (esta última deixou de existir no final da década de 1960);
- Igreja autônoma com direitos de ampla autonomia: Igreja Ortodoxa Ucraniana;
- Igrejas autogovernadas: Igreja Ortodoxa da Moldávia, Igreja Ortodoxa da Letônia, Igreja Ortodoxa da Estônia e Igreja Ortodoxa Russa Fora da Rússia;
- Exarcados: Igreja Ortodoxa Bielorrussa, Exarcado Patriarcal para o Sudeste Asiático, Exarcado Patriarcal para a Europa Ocidental e Exarcado Patriarcal para África;
- Distritos metropolitanos: Distrito Metropolitano do Cazaquistão e Distrito Metropolitano da Ásia Central;
- Arquidiocese com status especial: Arquidiocese das Paróquias da Europa Ocidental de Tradição Russa.

## Galeria

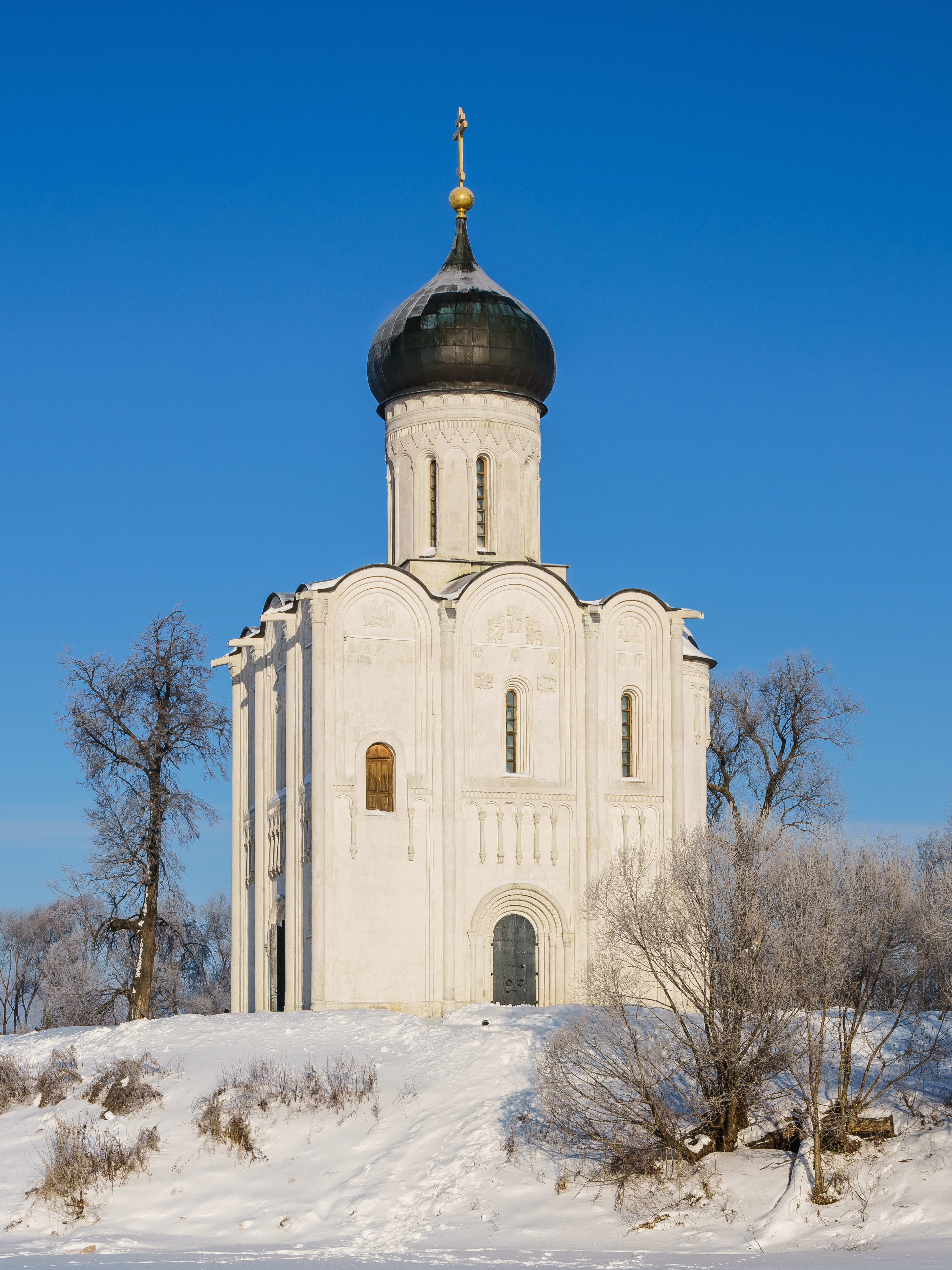
Igreja da Intercessão da Virgem no Nerl, Bogoliubovo, perto de Vladimir, Russia.
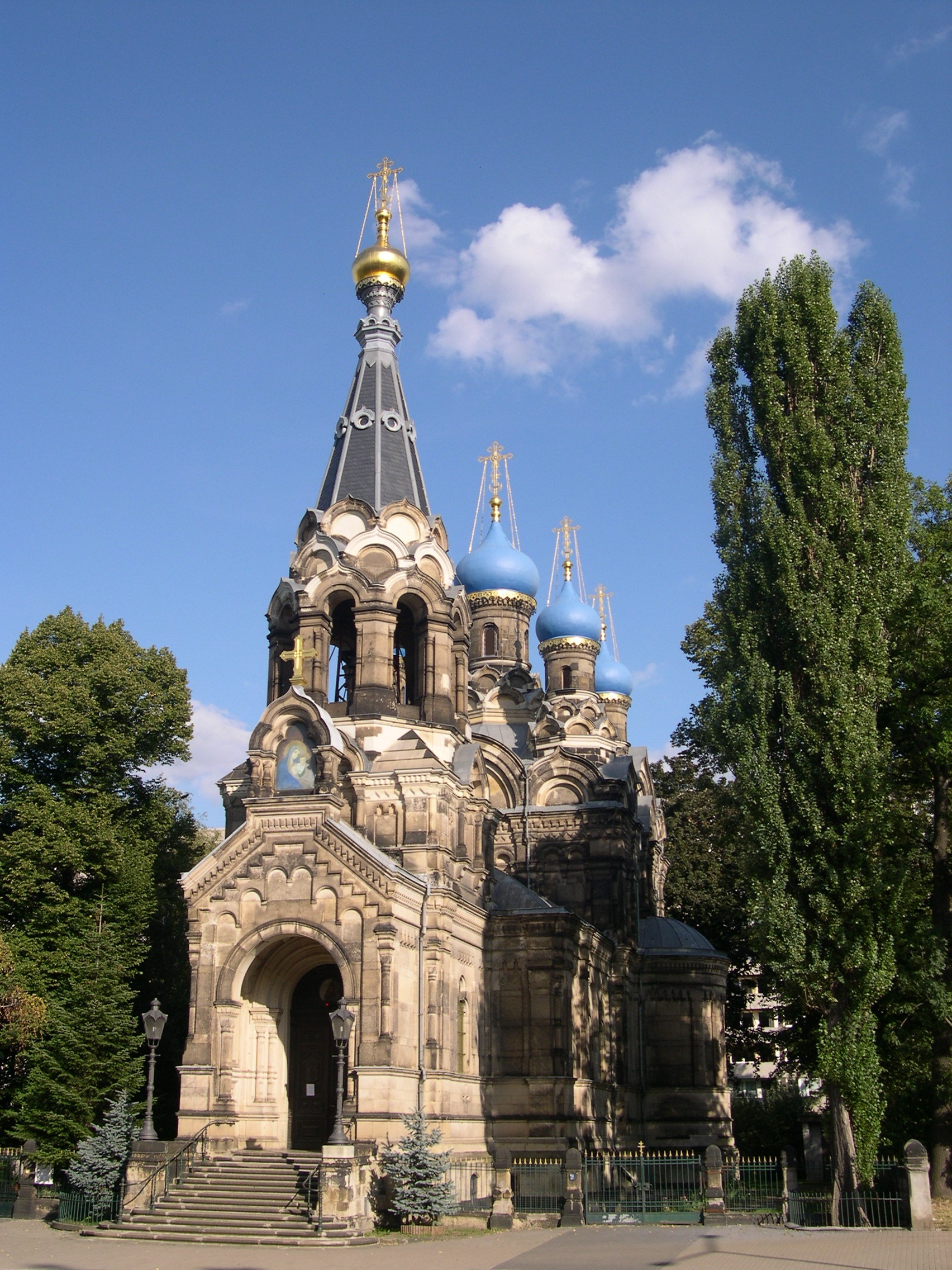
Igreja Ortodoxa Russa em Dresda, Alemanha
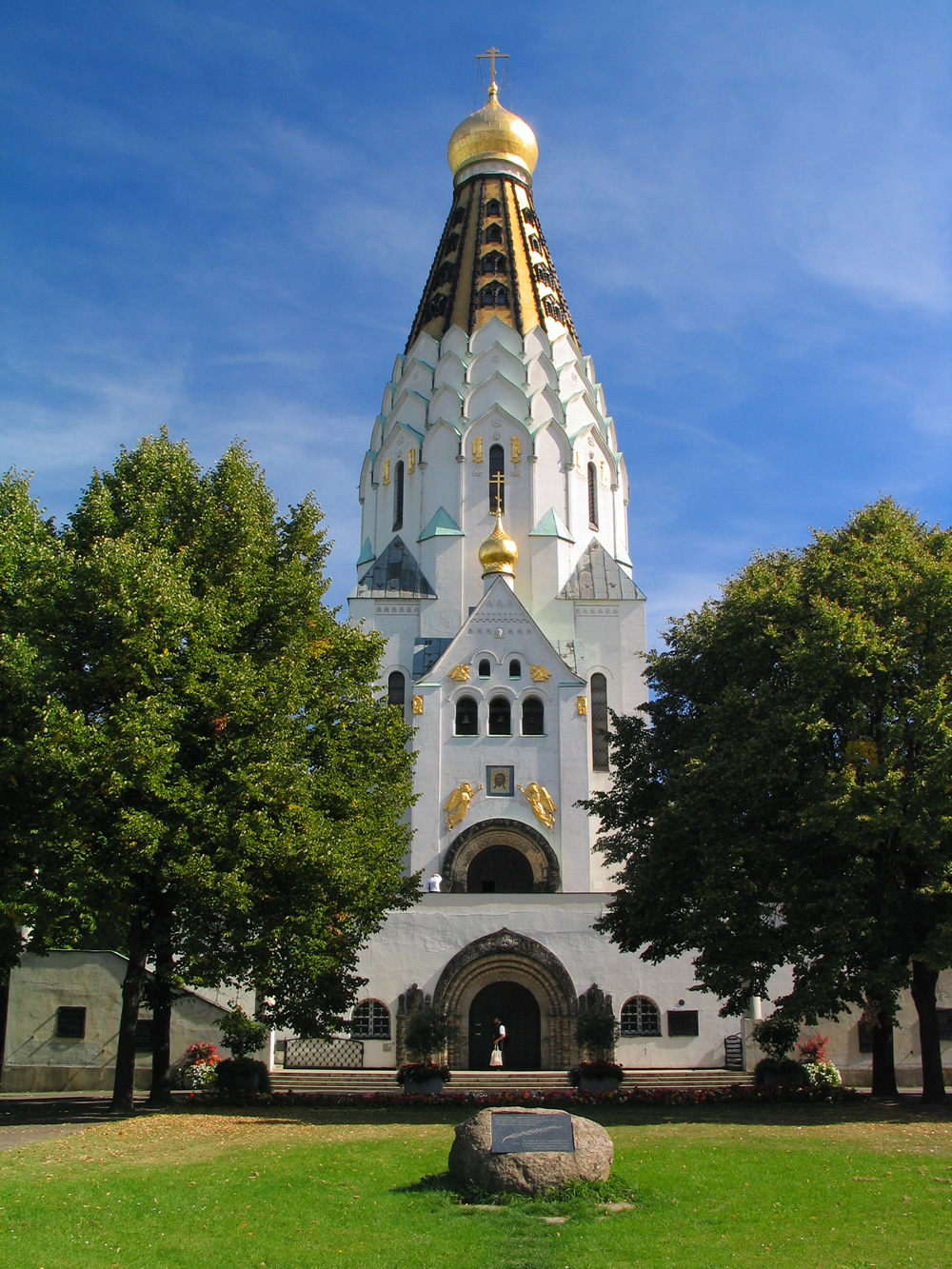
Igreja Ortodoxa Russa em Lípsia, Alemanha
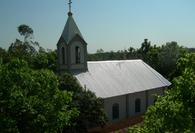
Igreja do Apóstolo João Evangelista, Campina das Missões, Rio Grande do Sul
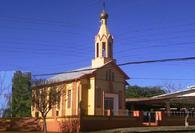
Igreja dos Santos Apóstolos Pedro e Paulo, Santa Rosa, Rio Grande do Sul
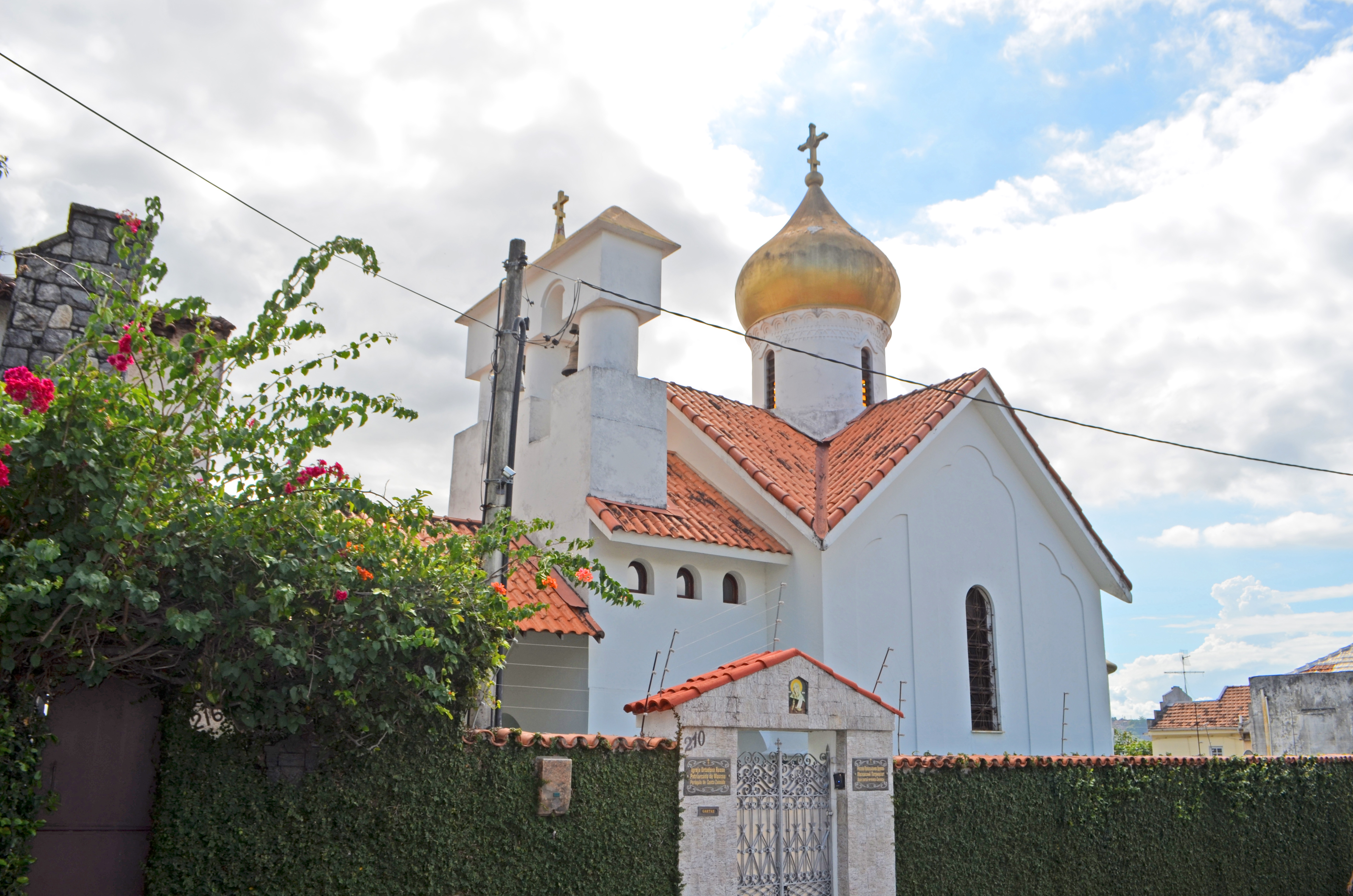
Igreja de Santa Zenaide, Rio de Janeiro

## No Brasil
No Brasil, a Igreja Ortodoxa Russa canônica possui um vicariato, sob jurisdição do arcipreste Anatólio Topala, subordinado a Eparquia da Argentina e América do Sul, sediada em Buenos Aires. A eparquia foi criada em 1946, com a elevação de um vicariato da diocese norte-americana ao status eparquial. A diocese é, atualmente, administrada pelo bispo Leônidas. O vicariato tem jurisdição sobre sete paróquias no país, nos Estados de São Paulo, Rio Grande do Sul, Rio de Janeiro, Pernambuco e Distrito Federal. A mais antiga destas, a Igreja do Santo Apóstolo João o Evangelista, em Campina das Missões, foi construída em 1910.
A Eparquia da Argentina e América do Sul tem jurisdição no resto da América do Sul e Central (com exceção do México), mas igrejas historicamente ligadas à Igreja Ortodoxa Russa no Exterior podem ser administradas pela Diocese de Caracas e América do Sul, formada em 2009 a partir da Diocese de Buenos Aires e América do Sul, fundada em 1948. Não há paróquias canônicas da Igreja Ortodoxa Russa no Exterior, isto é, em comunhão com o restante da Igreja Ortodoxa, devido a todas cismarem com o bispo Agafângelo após sua recusa da União Canônica entre Igreja Ortodoxa Russa no Exterior e o Patriarcado de Moscou em 2007 e consagração de novos bispos, formando a chamada Autoridade Eclesial Suprema Provisória.